# Rhizopus oligosporus
Rhizopus oligosporus é um fungo da família Mucoraceae e é amplamente usado como cultura mãe para a produção de  tempeh caseiro e industrial. Conforme o mofo cresce, ele produz um micélio fofo e branco unindo os feijões para criar um "bolo" comestível da soja parcialmente catabolizada. Se acredita que a domesticação do micróbio ocorreu na Indonésia, há vários séculos.
R. oligosporus é a cultura-mãe preferida para a produção de tempeh por várias razões. Ela cresce de forma eficaz em altas temperaturas (30 a 40 °C), que são típicas das ilhas da Indonésia; apresenta forte atividade lipolítica e proteolítica que cria propriedades desejáveis no tempeh e produzmetabólitos que permitem inibir e, assim, afastar outros bolores e bactérias gram-positivas, incluindo as potencialmente nocivas Aspergillus flavus e Staphylococcus aureus.
R. oligosporus é atualmente considerado uma forma domesticada de Rhizopus microsporus e a sua categoria taxonômica é, portanto, Rhizopus microsporus var. oligosporus. R. microsporus produz vários metabólitos potencialmente tóxicos, rhizoxina e rhizoninas A e B, mas parece que a domesticação e a mutação do R. oligosporus levou à perda do material genético responsável por essas toxinas.

## Propriedades do Rhizopus oligosporus
Rhizopus oligosporus é um fungo que pertence à classe Zygomycetes, que é uma das duas classes do filo Zygomycota. Rhizopus oligosporus pertence ao grupo do Rhizopus microsporus. Este grupo é composto de táxons com morfologia semelhante que estão associados com produção de metabólitos indesejáveis, patogênese e a fermentação de alimentos. Apesar de outras variedades de Rhizopus microscopus poderem ser prejudiciais, Rhizopus oligosporus não está associado com a produção de metabólitos potencialmente prejudiciais . Ele não é encontrado na natureza e é freqüentemente usado por seres humanos.

## O papel de Rhizopus oligosporousna fermentação do Tempeh
Um alimento popular da Indonésia, o Tempeh, é feito pela fermentação de grãos de soja em combinação com Rhizopus oligosporus. A fim de criar o tempeh, a soja deve primeiro ser embebida em água (normalmente durante a noite), a uma temperatura ambiente. A casca é então removida e a soja é cozida parcialmente. Bactérias do ácido lático, como Lactococcus e Lb. casei, desempenham um papel importante na fermentação do tempeh. Para o tempeh para fermentar, o ambiente não precisa ser esterilizado, somente com a cultura-mãe. Além disso, os esporos com uma tendência a germinar rapidamente são necessários também. Para que o tempeh adquira a sua característica de "bolo" compacto após a fermentação, os grãos de soja são comprimidos com o micélio de Rhizopus oligosporus. O micélio crescendo rapidamente ajuda a acelerar o crescimento desse fungo. Como o micélio é muito sensível à desidratação e temperaturas adversas, preservar o tempeh por longos períodos de tempo pode ser desafiador. Quando os grãos de soja são unidos pelo micélio branco, o fungo libera enzimas que tornam esse produto rico em proteínas mais digerível para seres humanos. Produtos como o Tempeh também podem ser criados a partir de grãos de cereais, como trigo e arroz. Muitas vezes, uma boa forma de inocular esta nova fermentação, na verdade, é com pequenos pedaços de tempeh velho que já foram fermentados.

## Usos do Tempeh
O tempeh tem o potencial para ser usado em muitos alimentos com alto teor protéico, devido ao seu sabor suave quando frito em óleo vegetal. Contendo mais de 40% de proteína, o tempeh é muitas vezes usado como um substituto para a carne. Este produto é utilizado em sopas, ou pode simplesmente ser fatiado e temperado. É um alimento muito versátil.

## Efeitos deRhizopus oligosporus
Mesmo depois de ser consumido, Rhizopus oligosporous produz um antibiótico que limita o crescimento de bactérias gram-positivas como Staphylococcus aureus (potencialmente perigosa) e Bacillus subtilis (benéfica). Assim, as pessoas que comem tempeh tendem a ter menos infecções intestinais.  O tempeh contém o ergosterol (provitamina D2) e  vitamina B12. Seus efeitos benéficos incluem a inibição do crescimento de tumores, redução de colesterol e diminuição de problemas como diarreia, anemia, oxidação lipídica e hipertensão. Este fungo pode também tratar os resíduos e águas residuais, produzir enzimas industriais e fermentar outros substratos como outros legumes e cereais.